# Heidi Mohr
Heidi Mohr (Weinheim, 29 de maio de 1967 – 7 de fevereiro de 2019) foi uma futebolista alemã que atuava como atacante.
Mohr participou de duas Copas do Mundo: em 1991 e em 1995, e representou a Seleção Alemã de Futebol Feminino nas Olimpíadas de 1996.
Faleceu em 7 de fevereiro de 2019 aos 51 anos de idade devido a um câncer.